# Conspiracy of silence
Conspiracy of silence er en dansk eksperimentalfilm fra 1992 med instruktion og manuskript af Lynn Hershman.

## Handling
Filmen repræsenterer frygten for døden og overføringen af denne frygt på andres død. En dramatisk genopførelse af nogle af begivenhederne omkring kunstneren Ana Mendietas død, hvor Lynn Hershman behandler muligheden af en mands drab på en kvindelig kunstner.